# Маніїтсок
Маніїтсок, раніше Суккертоппен — місто на острові Маніїтсок в гирлі фіорду, західна Гренландія, розташоване в муніципалітеті Кекката. Населення 2519 осіб, станом на 2023 рік. Це шосте за величиною місто Гренландії.

## Історія
Археологічні знахідки свідчать про те, що територія була заселена понад 4000 років. Сучасне місто було засноване як Нью або Най-Суккертоппен у 1782 році данськими колоністами, переїжджаючи з Суккертоппена, торгового пункту Королівського Гренландського торгового департаменту, заснованого в 1755 році на місці сучасного Кангааміюта. З часом початкове ім'я було змінено на сучасне Маніїтсок. У 19 столітті місто служило головним торговим пунктом для торгівлі Королівським Гренландським відділом торгівлі оленячими шкірами. Муніципалітет Маніїтсок був колишнім муніципалітетом Гренландії. Зараз він є частиною муніципалітету Кекката.

## Промисловість
Існували плани на будівництво заводу для виплавки алюмінію Alcoa або в Маніїтсок, або в Сісіміут протягом тривалого періоду, принаймні з 2008 року, не переходячи до будівництва. Завод забезпечив би роботою 600—700 осіб або понад 1 відсотка населення Гренландії. Оскільки це є життєво важливим рішенням для міста, у 2008—2010 роках громадські консультації були проведені як міською владою, так і урядом Гренландії з метою вирішення потенційних екологічних та соціальних проблем.

## Транспорт

### Повітряний транспорт
Аеропорт Маніїтсок (гренландський: Mittarfik Maniitsoq) (IATA: JSU, ICAO: BGMQ) — аеропорт, розташований на острові Маніїтсок, в 0,5 NM (0,93 км; 0,58 милі) на північний захід від Маніїтсока. Він може обслуговувати літаки з коротким злетом і посадкою(STOL). Маніїтсок обслуговує Ейр Гренландія з рейсами в Нуук, Кангерлуссуак і Сісіміут.

### Морський транспорт
В порт Маніїтсока заходить пором Arctic Umiaq. Морський зв'язок, що забезпечується Arctic Umiaq, є життєво важливим для всієї західної та південно-західної Гренландії.

## Населення
Маніїтсок зазнав скорочення чисельності з 2842 у 2007 році до 2561 житель станом на 2017 рік. Мігранти з менших населених пунктів, таких як Кангааміут, обирають міграцію до Сісіміута, столиці Гренландії міста Нуук, а іноді й до Данії, а не до Маніїтсок. Кангерлуссуак і Сісіміут — єдині поселення в муніципалітеті Кекката, що демонструє стабільні тенденції зростання протягом останніх двох десятиліть.